# Louis Artan de Saint-Martin
Pour les articles homonymes, voir Artan et Saint-Martin.
Louis Artan de Saint-Martin, né à La Haye le 20 avril 1837 et mort à Nieuport-Bains (à l'époque partie d'Oostduinkerke [Ostdunkerque]) le 23 mai 1890, est un peintre mariniste belge.

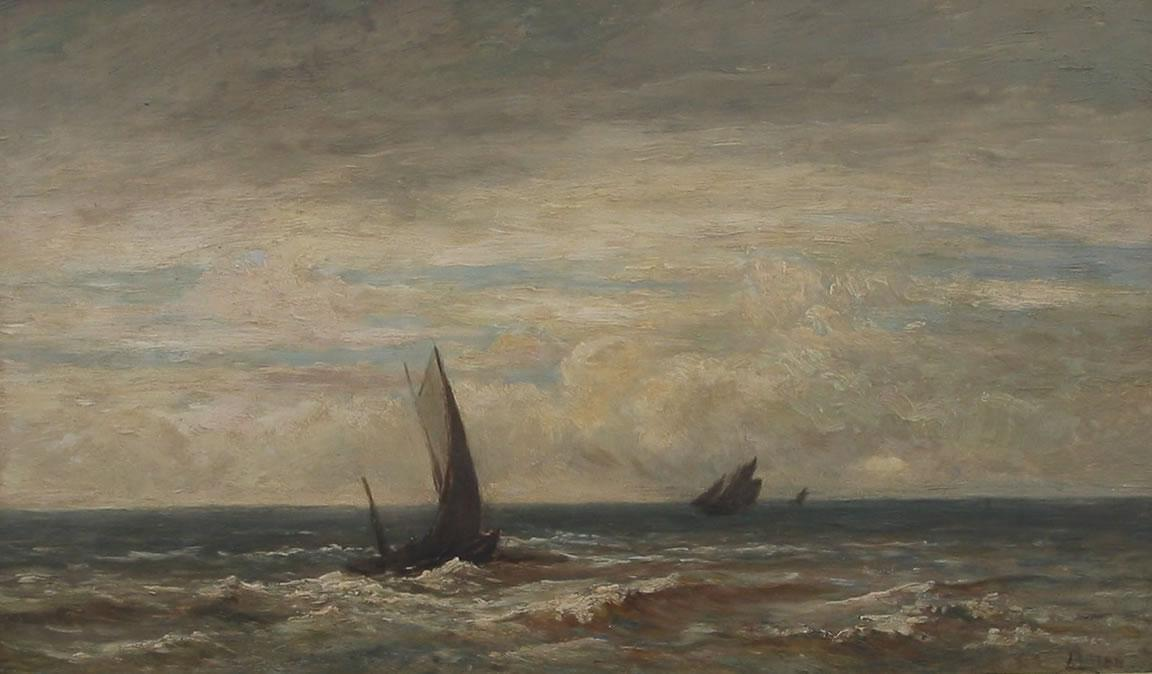
Navires en mer, œuvre non sourcée.

## Biographie
Louis Artan de Saint-Martin descend d'une famille française originaire de Troyes, issue de Louis-Marie Artan, né à Troyes en 1770, époux de Cécile Le Gros dite de Saint-Martin.
Après une formation militaire respectant la tradition familiale, il s'intéresse à la peinture, et lors d'un séjour à Spa, il reçoit les leçons de deux paysagistes Édouard Delvaux et Henri Marcette. Il n'en demeure pas moins un autodidacte, mais en 1863, il commence à peindre des paysages de la région de Termonde ainsi que la mer à Blankenberghe ou Heist. 
Lors d'un voyage à Paris, il rencontre Gustave Courbet et Corot dont il reçoit les conseils et se tourne vers un réalisme attentif aux jeux subtils de la lumière. Les paysages qu'il peint alors rappellent les œuvres italiennes de Corot ainsi que les figures de Dubois. Un voyage en Bretagne lui révélera sa véritable vocation. 
Installé à Bruxelles, il côtoie Félicien Rops et Louis Dubois à l'Académie Saint-Luc, puis fasciné par la mer du Nord, il s'établit sur le littoral belge, et se consacre dorénavant à la peinture de marines. 
Il est un des fondateurs de la Société libre des Beaux-Arts en 1867, et en 1868, son tableau Dunes au bord de la mer du Nord fait sensation. Invité à plusieurs reprises aux Salons annuels des XX, il devient le grand rénovateur de la peinture marine. Au Salon de Bruxelles de 1869, le roi Léopold II acquiert son tableau intitulé Souvenir de la Manche.
En 1873-1874, il fait la connaissance à Anvers du peintre Adrien-Joseph Heymans (1839-1921).
Il est nommé  Chevalier de l'ordre de Léopold le 4 mai 1881.
Selon l'Inventaire du patrimoine bruxellois, il aurait eu, en 1893, son atelier au 28 et 30 rue Washington à Ixelles, dans l'ancien atelier de l'artiste Félix Rodberg et œuvre de l'architecte Henri Van Dievoet, toutefois, selon Pierre Dangles cela serait inexact.
Il meurt le 23 mai 1890 à l’âge de 53 ans.

## Œuvre
Soucieux de saisir toutes les nuances d'une atmosphère, il peint la mer dans l'instant présent. Son style allusif capte la mobilité de la lumière sur l'eau et dans l'air comme dans L'Épave (1871, Bruxelles, M.R.B.A.B.), Le jour, (1906, même lieu), La nuit (1906, même lieu). L'émotion expressive de certaines de ses œuvres va au-delà de l'impressionnisme, annonçant un Constant Permeke. 
Réaliste convaincu, il se limita à la mer du Nord qui lui était familière et qu'il étudiait chaque jour. Il est passionné par les effets dramatiques et les conditions atmosphériques exceptionnelles.
Comme celles de l'École de Tervueren, sa peinture, réalisée par un usage généreux du pigment, étalé en couches abondantes ou par grosses masses savamment réparties puis travaillé à la spatule, donne au tableau une apparence d'ampleur et d'immédiateté.
Il fut reconnu de son vivant et sa production est importante, mais de qualité inégale. 
- Le Matin, huile sur toile, Anvers, Musée royal des Beaux-Arts
- Bord de mer à La Panne, vers 1870, huile sur toile, 80 × 122 cm, Musée des Beaux-Arts de Gand[6]
- La Mer à Blankenberghe, 1871, huile sur toile, 83 × 122 cm, Musée des Beaux-Arts de Gand[5]
- L'Épave, 1871, huile sur toile, 248 × 142 cm, Musées royaux des Beaux-Arts de Belgique, Bruxelles[7]
- Quai à Anvers, 1873, huile sur toile, 83 × 122 cm, Musée des Beaux-Arts de Gand[8]
- Navires échoués la nuit, Musée national de la pêche, Oostduinkerke[9]

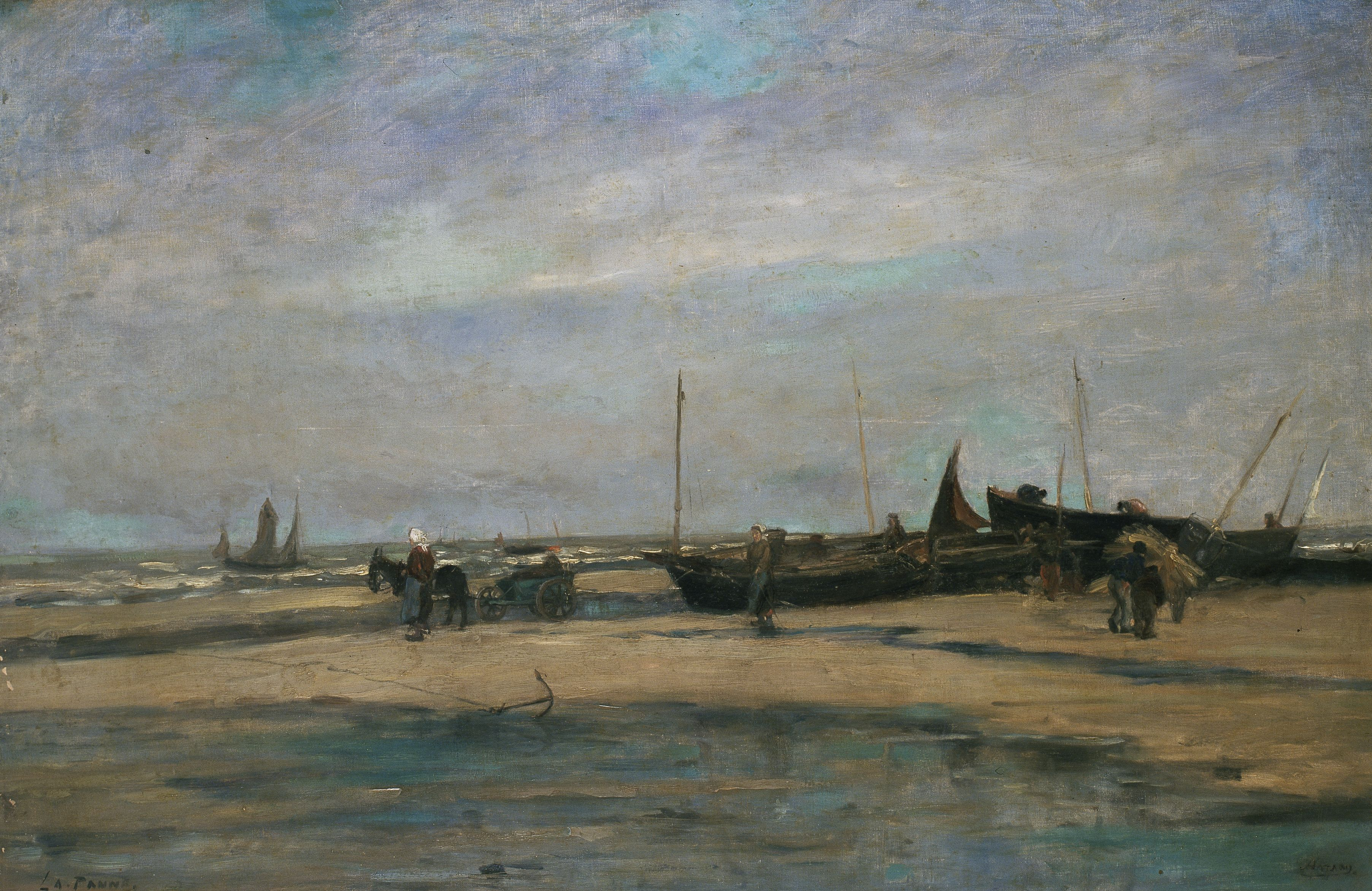
Bord de mer à La Panne, vers 1870 Musée des Beaux-Arts de Gand
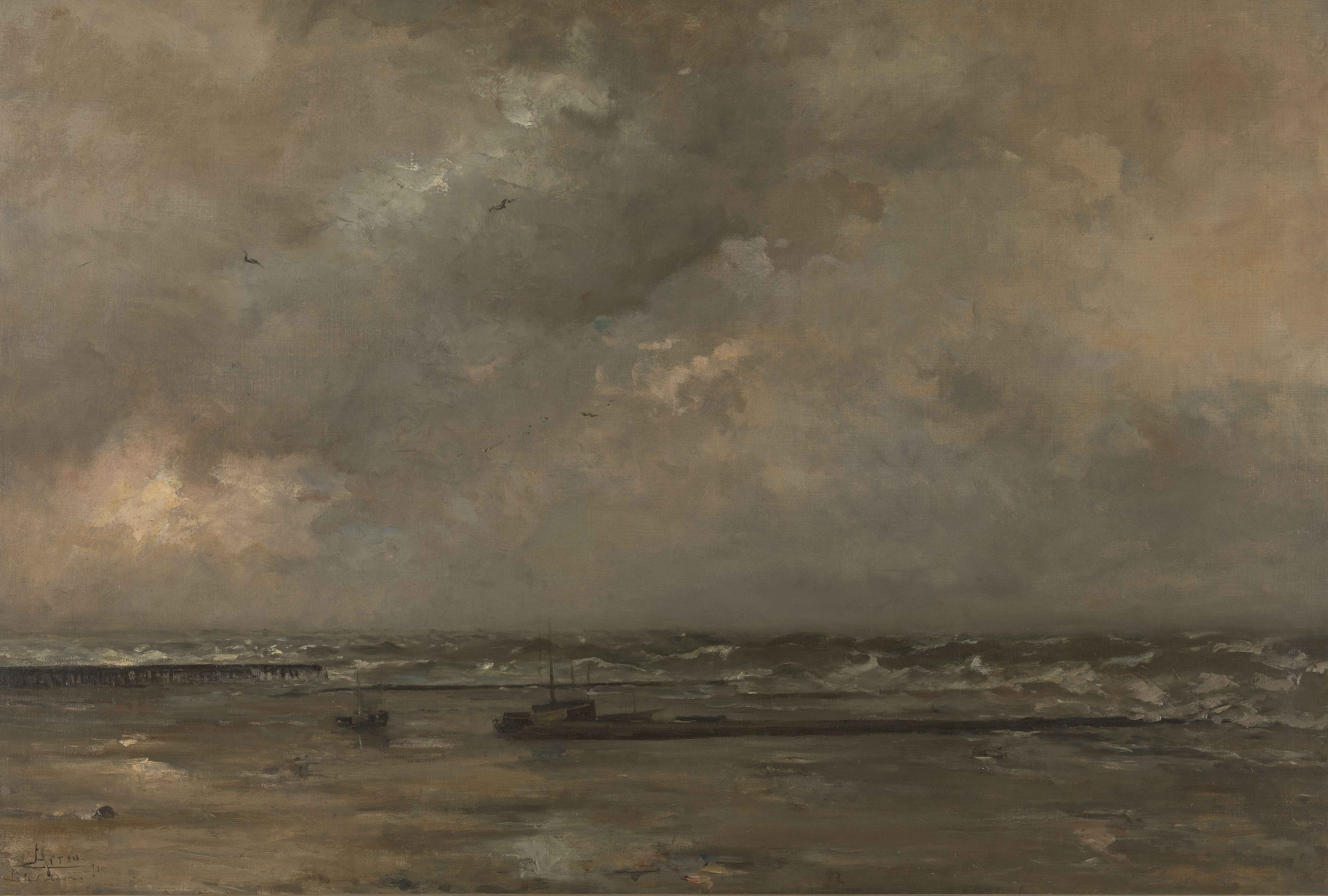
La Mer à Blankenberghe, 1871 Musée des Beaux-Arts de Gand
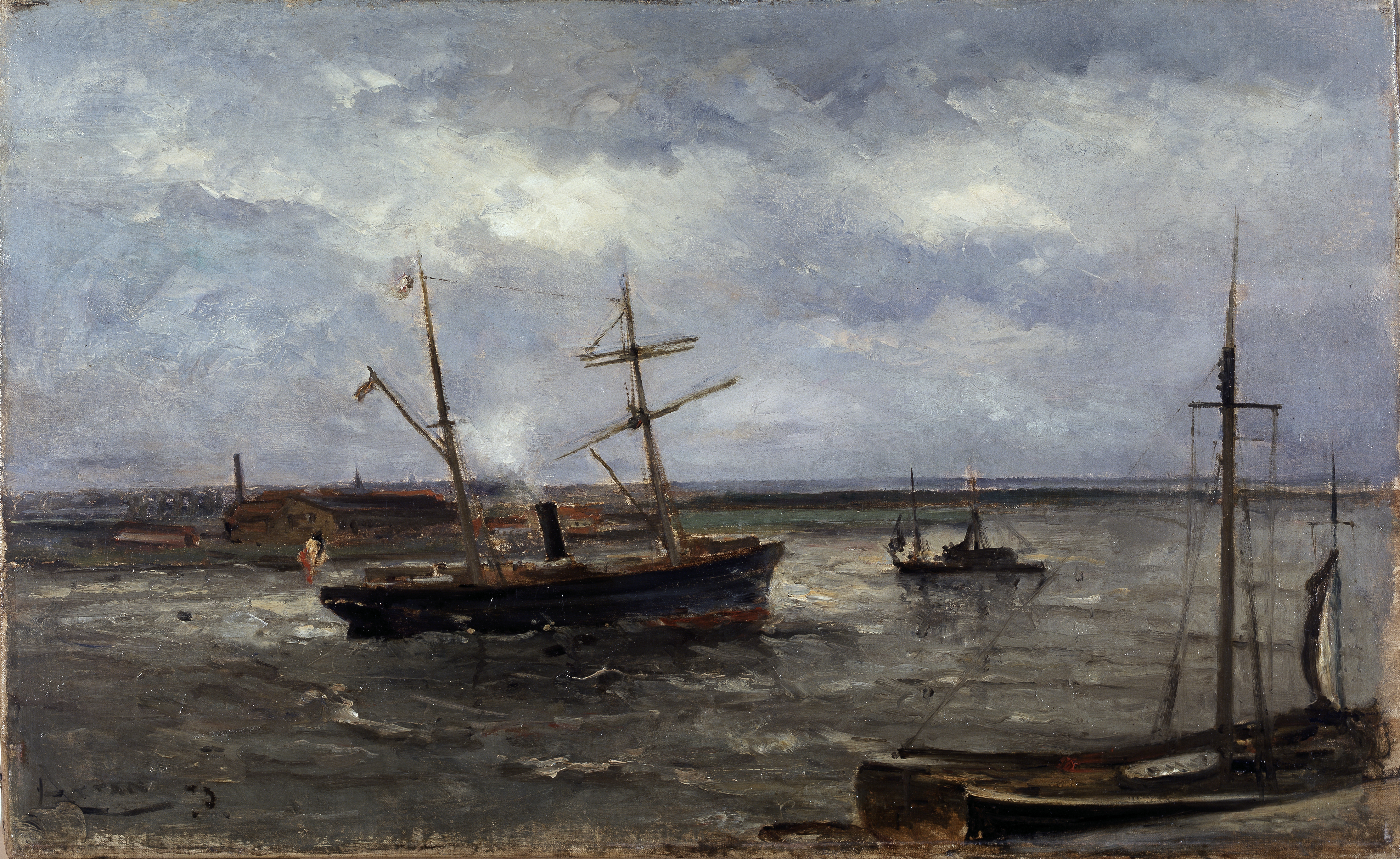
Quai à Anvers, 1873 Musée des Beaux-Arts de Gand
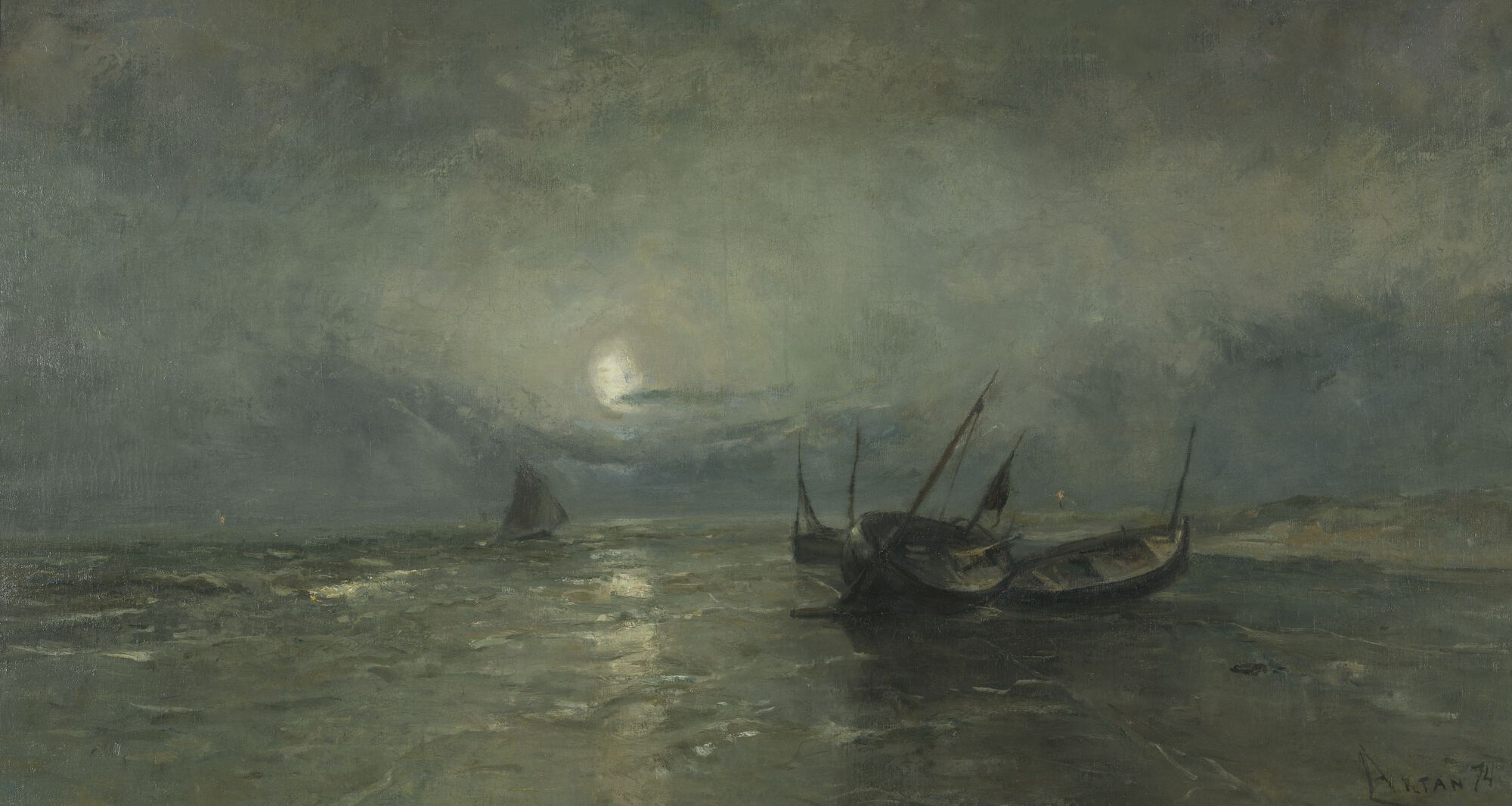
Navires échoués la nuit Musée national de la pêche, Oostduinkerke

## Postérité
Une stèle monumentale est élevée à sa mémoire dans le cimetière d’Oostduinkerke par ses amis et admirateurs avec l’intervention du gouvernement.
La commune de Schaerbeek a donné son nom à une rue, la rue Artan et la ville de Nieuport a donné son nom à l'avenue Artan, une des principales avenues de Nieuport-Bains.
L'hôtel Artan à La Panne porte son nom en raison des nombreuses peintures offertes par l'artiste[réf. nécessaire].